# Cyperus hypopitys
Cyperus hypopitys är en halvgräsart som beskrevs av Gordon C. Tucker. Cyperus hypopitys ingår i släktet papyrusar, och familjen halvgräs. Inga underarter finns listade i Catalogue of Life.